# Cmentarz wojenny nr 321 – Świniary
Cmentarz wojenny nr 321 – Świniary – austriacki cmentarz wojenny z okresu I wojny światowej wybudowany przez Oddział Grobów Wojennych C. i K. Komendantury Wojskowej w Krakowie i znajdujący się na terenie jego okręgu IX Bochnia.
Znajduje się w północno-zachodniej części miejscowości Świniary położonej województwie małopolskim, w powiecie bocheńskim, w gminie Drwinia. 
Jest to pojedynczy grób. Pochowany w nim został żołnierz austro-węgierskiej cesarsko-królewskiej armii, kapitan Anton Knab, który poległ 24 listopada 1914 r. Niewielką nekropolię, projektu Franza Starka, usytuowano obok stojącej przy drodze kapliczki. Na grobie znajduje się pomnik w formie betonowego postumentu z umieszczonym na nim krzyżem i mieczem. Na skrzyżowaniu ramion znajduje się krzyż kawalerski z wieńcem laurowym i data 1915. Poniżej, na postumencie znajduje się współczesna tabliczka z napisem w języku polskim:
Ś.P.

KAPITAN

ANTONI KNAP

ODDAŁ ŻYCIE

W WALCE O WOLNOŚĆ

1915